# David Reiland
David Reiland (* 18. Juni 1979 in Bastogne, Belgien) ist ein belgischer Dirigent.

## Leben und Wirken

### Künstlerischer Werdegang
Reiland studierte zunächst am Königlichen Konservatorium Brüssel Dirigieren, Komposition und Saxophon. Anschließend nahm er ein Dirigierstudium an der École normale de musique de Paris auf und an der Universität Mozarteum in Salzburg, an der er auch Komposition bei Alexander Müllenbach studierte. Es folgten Meisterkurse und Workshops bei Pierre Boulez, David Zinman, Bernard Haitink, Jorma Panula und Mariss Jansons. Nach dem Gewinn des Melgaard OAE Young Conductor Award im Jahr 2012 wirkte er als Assistent des Orchestra of the Age of Enlightenment in London und arbeitete dort mit Mark Elder, Vladimir Jurowski, Roger Norrington und Simon Rattle zusammen.
Ab 2012 war Reiland künstlerischer und musikalischer Direktor des Orchestre de Chambre du Luxembourg. 2018 übernahm er die künstlerische und musikalische Leitung des Orchestre National de Metz Grand Est. Seit 2021 leitet er zusätzlich das Korean National Symphony Orchestra.
Reiland ist Erster Gastdirigent beim Internationalen Musikfestival Kirishima in Japan, der Sinfonietta Lausanne und Schumann-Gast und der Düsseldorfer Symphoniker. Weitere Gastdirigate führten zu einer Zusammenarbeit mit Orchestern wie dem Orchester National de Belgique, dem Orchestre Philharmonique Royal de Liège, der Vlaams Symphony, dem Orchestre National de Lille, dem Orchester National du Capitole de Toulouse, dem Orchestre de la Suisse Romande, dem Tokyo Metropolitan Orchestra, dem Sinfonieorchester Kyōto, dem Gewandhausorchester Leipzig, dem Konzerthausorchester Berlin, der Deutschen Radio Philharmonie, der Staatsphilharmonie Rheinland-Pfalz, den Münchner Symphonikern und dem Münchner Rundfunkorchester.
Als Operndirigent gastierte er unter anderem am Grand Théâtre de Genève, der Vlaamse Opera, der Oper Leipzig, der Opéra de Lausanne, am Grand Théâtre de la Ville de Luxembourg und der Komischen Oper Berlin.

### Lehrtätigkeit
Reiland ist seit 2023 Professor für Orchesterdirigieren am Conservatoire Royal de Liège. Zudem veranstaltet er jährlich internationale Meisterklassen in Metz und Seoul. Er ist Gründer und Leiter der Gabriel Pierné International Conducting Master Class des Orchestre National de Metz Grand Est und des International Conducting Workshop des Korean National Symphony Orchestra.

## Repertoire
Reiland widmet sich neben dem klassischen Repertoire auch der zeitgenössischen Musik und der Wiederentdeckung vergessener Komponisten. So beschäftigte er sich zum Beispiel mit dem Werk von Komponisten wie Daniel-François-Esprit Auber, Benjamin Godard, Albrecht Huybrechts und Augusta Holmès und wurde auch durch seine historischen Interpretationen klassischer Werke bekannt.
Zu seinem Opern-Repertoire gehören Werke wie Fidelio, Les pêcheurs de perles, Faust und Cinq-Mars von Charles Gounod, Mitridate, Die Zauberflöte, Così fan tutte, La Clemenza di Tito, Hoffmanns Erzählungen, Pariser Leben, Dialogues des Carmélites, Tosca, Samson et Dalila, Eugen Onegin, La Traviata, Nabucco sowie Aufstieg und Fall der Stadt Mahagonny.

## Diskografie
- Benjamin Godard: Symphonies op. 23 & op. 57, Trois Morceaux op. 51. Mit dem Münchner Rundfunkorchester (cpo; 2016)
- Daniel-François-Esprit Auber: La Sirène. Mit u. a. Jeanne Crousaud, Dorothée Lorthiois, Xavier Flabat, Orchestre des Frivolités Parisienne (Naxos; 2018)
- Brahms: Konzert für Klavier und Orchester #1. Mit Geoffroy Couteau, Klavier; Orchestre national de Metz Grand Est (La Dolce Volta; 2021)
- Poétesse Symphoniques. Werke von Augusta Holmès, Lili Boulanger, Mélanie Bonis, Betsy Jolas. Mit dem Orchestre national de Metz Grand Est (La Dolce Volta; 2023)
- Mitwirkung mit dem Orchestre national de Metz Grand Est: Compositrices, New Light on French Romantic Women Composers (insgesamt 8 CDs, Bru Zane; 2023)
- Isang Yun • Schumann. Symphony Nr. 4, Manfred Ouvertüre & Cello Concerto (1975/1976). Mit Jaemin Han, Cello; Korean National Symphony Orchestra (DECCA; 2024)

## Auszeichnungen und Ehrungen
- Prix Francois Avenau[3]
- Melgaard OAE Young Conductor Award[3]
- Prix Godefroid Culture de la Province du Luxembourg[3]
- 2021: Chevalier des Ordre des Arts et des Lettres[10]